# 은시 퀼루
은시 퀼루(콩고어: Nsi Kwilu)는 오늘날 콩고 민주 공화국 마타디 인근 퀼루강에 위치했던 오래된 종교 중심지이다. 은시 크윌루에서는 6세기 경 만들어진 것으로 추정되는 암각화가 발견되었다. 콩고 왕국의 전신 중 하나인 음펨바 카시의 수도였던 것으로 추정된다. 은시 크윌루라는 명칭은 콩고어로 '퀼루의 나라'라는 의미이다.

## 같이 보기
- 음펨바 카시
- 퀼루주